# Nederlandse adel

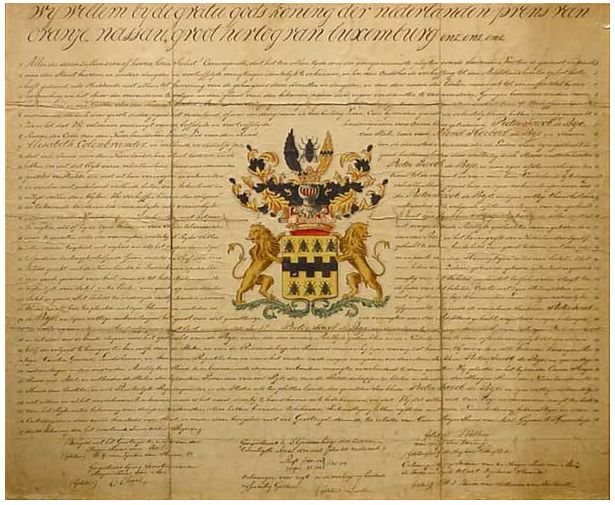
Adelsdiploma voor de familie De Bye, rond 1830

In Nederland werd bij de herziening van de Grondwet in 1848 de adelstand afgeschaft die in 1814 was ingesteld. De voorrechten die personen met een adellijke titel hadden verdwenen. Deze rechten waren bijvoorbeeld zitting nemen in een van de provinciale ridderschappen. Personen met een adellijke titel mochten na 1848 hun titel wel houden, maar de hoedanigheid van adellijk persoon verviel, het werden burgers met een adellijke titel. Een adellijke titel of een predicaat is wettelijk beschermd. In Nederland kunnen mensen geen adellijke titel meer verkrijgen door verheffing, behalve leden van het Koninklijk Huis. Wel kan iemand nog een adellijke titel krijgen door erkenning of inlijving. In de meeste landen wordt geen adeldom meer verleend, zoals bijvoorbeeld Duitsland, Frankrijk en Oostenrijk. In Oostenrijk is het voeren van een adellijke titel zelfs strafbaar. In België, Spanje en het Verenigd Koninkrijk groeit het aantal personen met een adellijke titel nog wel.
Nederland kent, in tegenstelling tot bijvoorbeeld Frankrijk en Duitsland, een Wet op de adeldom. In koninklijke besluiten werd vastgelegd dat de adellijke titels en een predicaat in officiële documenten, zoals trouwaktes en reisdocumenten, moeten worden vermeld. Daartoe worden adelslijsten gepubliceerd, zodat ambtenaren ervan op de hoogte zijn welke personen een adellijk predicaat of titel hebben. Overigens hebben leden van de Nederlandse adel de bevoegdheid om hun titel of predicaat achterwege te laten in hun paspoort of identiteitskaart.

## Geschiedenis
De Nederlandse adel heeft een eeuwenlange geschiedenis die divers en gelaagd is, en heeft in de loop der tijd verschillende rollen gespeeld in de maatschappij.

### Heilig Rooms Rijk
Een klein deel van de Nederlandse adel gaat terug op middeleeuws adeldom, de zogenaamde bloed- of zwaardadel. Voorbeelden van Noblesse d'épée (zwaardadel) zijn de grafelijke geslachten Van Rechteren, Van Limburg Stirum en Bentinck, tevens de enige geslachten die behoren tot de Duitse hoge adel en een dynastieke status genoten in het Heilige Roomse Rijk.

### Koninkrijk Holland
Koning Lodewijk Napoleon van Holland heeft als eerste vorst voor de Noordelijke Nederlanden een wettelijke regeling getroffen omtrent de adel. Tegen de wil van zijn broer, Napoleon I van Frankrijk, begon hij de adel nieuw leven in te blazen door oude adel te erkennen en nieuwe te creëren.
Belangrijk is dat aan de verleende titels jaargelden, gekapitaliseerd in vaste goederen, verbonden waren. Deze titels werden bij Koninklijk Besluit of bij geheim besluit verleend. Ten aanzien van de verleende titels kan nog het volgende worden vermeld: zij zijn ontleend aan territoria die aan het grondgebied van Lodewijks Koninkrijk waren toegevoegd. Deze titels zijn niet allemaal door de Nederlandse regering erkend.
Erfelijke adelsgunsten verleend door koning Lodewijk Napoleon:
- 13 april 1810: verheffing in adelstand - J. du Monceau, generaal
- 13 april 1810: verheffing in adelstand - C.H. Verhuell, admiraal
- 15 april 1810: titel van graaf van Bergerduin - J. du Monceau, generaal
- 29 april 1810: titel van graaf van Sevenaer - C.H. Verhuell, admiraal
- 3 mei 1810: verheffing in adelstand - J.W. de Winter, admiraal
- 3 mei 1810: verheffing in adelstand - J.H. van Kinsbergen, admiraal
- 4 mei 1810: titel van graaf van Huessen - J.W. de Winter, admiraal
- 4 mei 1810: titel van graaf van Doggersbank - J.H. van Kinsbergen, admiraal
- ... mei 1810: verheffing in adelstand - A.P. Twent van Raaphorst, minister
- 18 mei 1810: titel van graaf van Rozenburg - A.P. Twent van Raaphorst, minister
- 1 juni 1810: verheffing in adelstand - E.J. Travers, generaal-majoor
- 10 juni 1810: titel van baron van Jever - E.J. Travers, generaal-majoor

De volgende adelsgunsten van 1 juli 1810 werden bij geheim KB vastgesteld op de abdicatiedag en konden niet meer gepubliceerd worden. Deze verheffingen werden later als nietig aangemerkt.
- 1 juli 1810: titel van baron - D.H. Chassé, generaal-majoor
- 1 juli 1810: titel van baron - J.M. Behr, kolonel
- 1 juli 1810: titel van baron - A.A. Buyskes, schout bij nacht
- 1 juli 1810: titel van baron - J.W. Carrega, kolonel ter zee
- 1 juli 1810: titel van baron - H.A. Ruysch, schout bij nacht
- 1 juli 1810: titel van baron - L.J.X. Veisier, generaal-majoor

### Verenigd Koninkrijk der Nederlanden
Het merendeel van de Nederlandse adel is door koning Willem I gecreëerd. Nadat Napoleon verslagen was, werd op het Congres van Wenen (1815) besloten dat het nieuw opgerichte Verenigd Koninkrijk der Nederlanden de familie Van Oranje-Nassau tot staatshoofd kreeg. In de Grondwet van 1814 werd bepaald dat de soevereine vorst (na de Grondwet van 1815: de koning) in de adelstand erkent, inlijft of verheft. De regeling daartoe werd vastgelegd in het Souverein Besluit van 13 februari 1815, dat grotendeels tot de inwerkingtreding van de Wet op de adeldom van 1994 van kracht is gebleven. Ter ondersteuning van de kersverse Kroon heeft Willem I veel adel gecreëerd. Men moest er wel om vragen. Hier werd gebruik van gemaakt door oude, inheemse adel en bijvoorbeeld regentengeslachten en leden van de hogere burgerij. Echter, sommige regentengeslachten werden op eigen initiatief door de Koning in de adelstand opgenomen, zoals Alewijn, Backer, Bicker, Dedel, Elias, Graafland, Hooft, Van Loon, Munter, Rendorp en Warin.
Op 4 oktober 1830 werd in Brussel de onafhankelijkheid van de Zuidelijke Nederlanden uitgeroepen en op 20 december 1830 werd de nieuwe staat, België, door de grote mogendheden erkend. België kreeg zijn grondwet op 7 februari 1831. Na een Belgische wet van 22 september 1835 konden door Willem I geadelde Zuidnederlanders kiezen (opteren) voor de Belgische nationaliteit; zij gingen daarmee over tot de Belgische adel. Maar de voor 7 februari 1831 onder Willem I geadelde personen en hun nakomelingen worden ad infinitum geacht (ook) tot de Nederlandse adel te behoren.
Vóór de grondwetsherziening van 1848 door Thorbecke bezat de adel nog daadwerkelijk wettelijke bevoegdheden, zoals het kiezen van leden van de Provinciale Staten als vertegenwoordigers van de ridderschappen. De Provinciale Staten kozen op hun beurt dan weer de leden van de Tweede Kamer der Staten-Generaal. Omdat de Provinciale Staten veel adellijke leden hadden, waren er bijgevolg ook veel adellijke Tweede Kamerleden. De Eerste Kamer werd benoemd door de Koning en bestond volledig uit adel en werd daarom ook wel Ménagerie du Roi genoemd. In 1848 is de adel of de adelstand afgeschaft.

## Huidige regelgeving (sinds de Wet op de Adeldom 1994)
Heden ten dage kan adeldom alleen aan een Nederlander verleend worden door erkenning, verheffing, inlijving of bij naamwijziging.
Adeldom in Nederland vererft langs mannelijke lijn, waarbij het predicaat of titel is verbonden aan de geslachtsnaam van de vader. Adeldom wordt niet beheerst door het naamrecht, maar richt zich er wel naar. Was het adelsrecht voorheen alleen een traditioneel gewoonterecht, sinds 1 augustus 1994 is deze ook in de Nederlandse wet van kracht door de in de 'Wet op de Adeldom' vastgelegde regels. Deze wet regelt aan wie of wanneer aan iemand adeldom verleend kan worden. Sinds de wijziging van het naamrecht in 1997 is het adelsrecht ondergeschikt aan het naamrecht.

### Erkenning
Het is nog steeds mogelijk om als Nederlander opgenomen te worden in de Nederlandse adel door middel van de zogenaamde 'erkenning'. Men dient hiertoe zelf een verzoek in te dienen. In geval van erkenning wordt iemand opgenomen in de adel omdat bewezen is dat de persoon behoort tot een geslacht dat voor 1795 tot de inheemse adel behoorde. In praktijk komt dit echter bijna niet meer voor. Het is immers lastig te bewijzen en bovendien behoren de meeste adellijke geslachten van vóór 1795 reeds tot de Nederlandse adel. De laatste erkenning van een lid van een familie behorende tot de Nederlandse adel betrof het geslacht Van Lawick (Koninklijk Besluit van 29 oktober 1991 nr. 91000166). Totaal zijn 23 geslachten in de Nederlandse adel door erkenning opgenomen (telling 2012). Op individueel niveau wordt er heel soms nog een adellijke afkomst ontdekt, zoals in 2022 bij een lid van de familie Van Aysma. Deze persoon kan dan worden bijgeschreven in het filiatieregister van de Hoge Raad van Adel.

#### Erkenning door benoeming in de ridderschappen 1814-1816
In de periode 1814–1816 werden verschillende personen benoemd in de ridderschappen hetgeen van rechtswege adeldom met zich bracht. Deze benoemingen zijn op te vatten als een vorm van erkenning daar het hier (op een enkele uitzondering na) benoeming betrof van hen die voor 1795 al in een ridderschap gezeteld hadden, dan wel van een afstammeling van diegenen. Na circa 1816 werd in vacatures in de ridderschappen voorzien door admissie van hen die reeds geadeld waren, en was die admissie derhalve niet meer een erkenning van adeldom. Totaal zijn 182 geslachten in de Nederlandse adel door benoeming opgenomen, waarvan 181 tussen 1814 en 1817.

### Verheffing
Bij 'verheffing' wordt een burger in de adel opgenomen door middel van een Koninklijk besluit. Dat adeldom bij koninklijk besluit wordt verleend is een sinds 1814 bestaande praktijk. Hierbij kan de verlening ervan alleen geschieden aan Nederlanders. De mogelijkheid dat de koning of koningin adeldom kan geven aan niet-Nederlanders is afgeschaft. De laatste twee gevallen waarbij dit nog wel kon, waren bij de Hertog van Wellington, waaraan de titel Prins van Waterloo werd gegeven, en de Graaf van Clancarty, die de titel Markies van Heusden werd verleend (Koninklijk Besluiten, 8 juli 1815, nrs. 13 en 14).
De laatste verheffing in de adel dateert van 1939 en betreft een lid van het Haarlemse regentengeslacht Van Valkenburg; daarna besloot het Nederlandse kabinet in 1953 dat verheffing op deze manier achterwege zou blijven.
Sinds de Wet op de Adeldom van 1994 heeft deze praktijk een wettelijke basis gekregen. Hierin is opgenomen dat verheffing in de adel alleen nog kan plaatsvinden bij leden van het Koninklijk Huis en van voormalige leden daarvan binnen drie maanden na verlies van het lidmaatschap van het Koninklijk Huis. De verlening van de titels Prins(es) der Nederlanden en Prins(es) van Oranje-Nassau worden ook nog eens apart geregeld via de Wet lidmaatschap Koninklijk Huis.
Gelet op de Wet op de Adeldom is bij Koninklijk Besluit van 25 januari 2002 (nummer 41) bepaald dat Máxima Zorreguieta met ingang van het tijdstip van de voltrekking van het huwelijk met de Prins van Oranje in de adel werd verheven waarbij haar de titels Prinses der Nederlanden en Prinses van Oranje-Nassau werden toegekend met het predicaat Koninklijke Hoogheid. Prinses Máxima is hiermee de Nederlander die het laatst werkelijk verheven is in de Nederlandse adel. Zij voert deze titels dus op eigen basis en niet 'slechts' en titre de courtoisie.
De laatste 'verlening' van een nieuwe adellijke geslachtsnaam en erfelijke titel vond plaats ten aanzien van prins Friso van Oranje-Nassau. Bij Koninklijk Besluit van 19 maart 2004, nr. 126 is bepaald dat de prins en zijn nakomelingen behoren tot de adel onder de naam Van Oranje-Nassau van Amsberg met de titel graaf (gravin) van Oranje-Nassau en het predicaat jonkheer (jonkvrouw) van Amsberg. De prins mocht de titel Prins van Oranje-Nassau behouden als persoonlijke titel met het persoonlijke predicaat Koninklijke Hoogheid. De overleden prins Friso behoorde en zijn kinderen behoren wel tot de Koninklijke Familie maar niet tot het Koninklijk Huis.
Totaal zijn 253 geslachten in de Nederlandse adel door verheffing opgenomen (telling 2012) waarvan 252 van voor 1941.

### Inlijving
Personen kunnen, volgens artikel 2. lid 3. van de Wet op de adeldom nog slechts opgenomen worden in de Nederlandse adel door middel van 'inlijving' als dit samen gaat met naturalisatie. Hierbij is bewezen dat men behoort tot een buitenlands adellijk geslacht dat van een staat met een vergelijkbaar adelsstatuut als dat van Nederland. De facto komen alleen adellijke geslachten uit België, Denemarken, Spanje en Zweden in aanmerking. Alleen Belgische edelen die tot de oud Zuid-Nederlandse adel behoren kunnen worden ingelijfd. Personen die tijdens het Koninkrijk België zijn verheven komen hiervoor niet in aanmerking. De persoon dient een verzoek tot inlijving gedaan te hebben, samen met:
1. verzoek tot verlening van Nederlanderschap;
2. afleggen van de verklaring ter verkrijging tot Nederlanderschap door optie; en
3. het hebben van de meerderjarigheid bij verkrijging van het Nederlanderschap (indien de vader van de verzoeker niet het Nederlanderschap heeft verkregen).

Inlijving van personen die al Nederlander zijn, zoals vroeger, is niet meer mogelijk, maar voor hen werd een overgangsbepaling ingevoerd, die de mogelijkheid bood om nog gedurende vijf jaren een verzoek tot inlijving zonder gelijktijdige naturalisatie in te dienen.
Na de uitwerking in 1999 van deze overgangsbepaling is slechts één verzoek tot inlijving gehonoreerd. In 2001 werd aan één lid van het Belgische adellijke geslacht Prisse, Eduardus Petrus Alphert Prisse, te Baambrugge geboren te Ukkel (België), inlijving verleend met titelhomologatie van baron bij eerstgeboorte. Zijn directe voorvader was door koning Leopold I van België in 1844 verheven in de Belgische adel met titel van baron bij recht van eerstgeboorte. In de Nederlandse adel dus eveneens bij eerstgeboorte.

#### Overgangsbepaling inlijving (artikel 8)
In de Wet op de adeldom van 1994 is geen overgangsregeling opgenomen. Wel is met art. 8 een overgangsbepaling opgenomen die de mogelijkheid bood om binnen vijf jaar na inwerkingtreding van deze wet alsnog bij de koningin een verzoek tot inlijving in te dienen onder de oude voorwaarden. Dit kon derhalve tot 1 augustus 1999.
Van de verzoeken gedaan voor 1 augustus 1999 op grond van artikel 8 voldeden slechts vier geslachten aan de gestelde voorwaarden en zijn derhalve opgenomen in de Nederlandse adel. Het betreft de geslachten De Bourbon de Parme op basis van Spaanse adeldom, De Lange (van Bergen) en Ollongren op basis van Scandinavische adeldom en Von Devivere op basis van Belgische adeldom.
Bij Koninklijk Besluit van 23 mei 1995 werd Eduard Adolf Boudewijn van Bunge ingelijfd op grond van zijn afstamming van Samuel van Bunge (†1802). Deze laatste was kapitein geweest in Staatse dienst. Hij was in 1748 verheven in de adel ven het H.R. Rijk. Een broer van Eduard, Alfred Arthur Leopold, was reeds in 1983 ingelijfd.
Bij Koninklijk Besluit van 3 oktober 1995 werden drie leden van de familie Von Balluseck ingelijfd vanwege dat Fedor Andrejewisz von Balluseck in 1812 opgenomen was in de erfelijke adel van het Russische keizerrijk. In 1892 waren twee zoons verheven in de Pruisische adel.
Bij Koninklijk Besluit van 15 mei 1996 (diploma 5 juli 1997) werden de vier kinderen van prinses Irene en haar ex-man Carel Hugo van Bourbon-Parma, hertog van Parma, via de adeldom van hun vader Carlos Hugo ingelijfd in de Nederlandse adel. Zij kregen als adellijke titel prins (prinses) de Bourbon de Parme met het predicaat Zijne/Hare Koninklijke Hoogheid. De dochters kregen de titel persoonlijk, de zonen ook voor hun wettelijke afstammelingen. Omdat zij niet tot het Koninklijk Huis, slechts tot de Nederlandse koninklijke familie behoren, kwamen zij niet in aanmerking voor verheffing. Door gebruik te maken van art. 8 van de Wet op de Adeldom zijn zij door inlijving van buitenlandse adeldom tot de Nederlandse adel gaan behoren.
De laatste inlijving ingevolge art. 8 is het Koninklijk Besluit van 8 november 2002 waarbij Alexander Ollongren, een lid van een Russische tak van het Zweedse adellijke geslacht Ollongren (van oorsprong Fins adellijke geslacht Ållongren), werd ingelijfd met het predicaat jonkheer.

#### Naamswijziging
Sinds de wet van 1997 op de keuze van familienamen is het ook leden van de adel toegestaan hiervan gebruik te maken en een andere dan de naam van de vader te verkiezen. Nochtans is hierbij gestipuleerd dat het geven van een andere naam dan die van de vader het verlies van de adellijke status tot gevolg zou hebben.
Dit werd bevestigd bij brief dd. 30 september 1996 van de minister van Binnenlandse Zaken H.F. Dijkstal aan de voorzitter van de Tweede Kamer, waarbij hij vaststelde dat een adellijke nakomeling aan wie de naam van de moeder wordt gegeven, geen rechten kan doen gelden op de adellijke status en titel van zijn vader. De nakomeling behoort voortaan, volgens de minister, tot de 'sluimerende adeldom'. Het kind zou dit achteraf wel kunnen omkeren indien het opnieuw koos voor de naam van de vader.
Deze beslissing betekende uiteraard wel een restrictie op de volledige gelijkheid tussen man en vrouw, maar het was duidelijk dat men wilde verhinderen dat door het aanvaarden van vrouwelijke erflijnen, het aantal leden van de adel aanzienlijk zou toenemen, daar waar de evolutie van de wetgeving ter zake de richting van het beperken zo niet uitsterven van de adel is ingeslagen.

#### Adellijke titulatuur
Het enige (zichtbare) voorrecht dat de Nederlandse adel nog kent is een adellijk distinctief (titel of predicaat). Niet getitelde Nederlandse adel heeft recht op het predicaat jonkheer of jonkvrouw.
Getitelde adel heeft recht op de titels ridder, baron/barones, burggraaf/burggravin, graaf/gravin, markies/markiezin, hertog/hertogin of prins/prinses, al naargelang welke titel is verleend, erkend of gehomologeerd. Van de riddertitel bestaat in Nederland geen vrouwelijk equivalent. Titels worden op vergelijkbare manier verkregen als verkrijging van adeldom. Er bestaan:
- Erkenning van titels die al vóór 1795 door leden van de geadelde geslachten werden gevoerd. Erkenning komt nog zelden voor: in de jaren 1990–2009 heeft erkenning van titel plaatsgevonden van de titel van baron voor leden van de geslachten Van Coeverden en erkenning met de titel van baron voor leden van het geslacht Van Lawick.
- Homologatie van titels vindt plaats wanneer in het verleden buitenlandse titels zijn toegekend en gaat dus normaliter gepaard met inlijving in de Nederlandse adel.
- Verlening van titels gebeurt wanneer voorheen door leden van geadelde geslachten die titels niet gevoerd werden en is dus vergelijkbaar met de verheffing in de adeldom. In de Noordelijke Nederlanden werden alleen de titels van graaf, baron en ridder verleend. Titelverlening gebeurde aanvankelijk slechts bij eerstgeboorte; pas later vonden enkele titelverleningen plaats met recht op overgang op alle afstammelingen.

Het regerende staatshoofd in Nederland draagt de titel van koning (indien man) of koningin (indien vrouw), maar de Nederlandse wet maakt alleen gebruik van de titel in mannelijke vorm (die van koning). Omdat de koning(in) - in hoedanigheid van zijn of haar functie, de Fons honorum ('bron waaruit adel ontspringt', m.a.w. verlener van adeldom) is, staat deze boven de adel. De vermoedelijke troonopvolger draagt de titel Prins van Oranje en de leden van het Koninklijk Huis de titel(s) Prins(es) der Nederlanden en/of Prins(es) van Oranje-Nassau. Verlening en overerving van deze titels zijn echter apart geregeld via de ‘Wet lidmaatschap koninklijk huis’, en gaan niet alleen via het gewoonterecht dat adeldom uitsluitend vererft langs de mannelijke lijn.
Na de afscheiding van België leven er geen Nederlandse burggrafelijke, markgrafelijke of hertogelijke families in Nederland zelf, al behoren er nog wel buitenlandse geslachten tot de Nederlandse adel die een van deze titels voeren, zoals het prinselijke geslacht de Riquet de Caraman (o.a. Prins de Chimay). Er zijn wel buitenlandse families in Nederland woonachtig met zulke titels, maar zij behoren niet tot de Nederlandse adel.
Een ongehuwde man wordt binnen de adel een jonker genoemd. Bij ongehuwde vrouwen betreft dat een freule. Indien een vrouw van een man van adel weduwe wordt, wordt zij aangesproken als douairière. De weduwe wordt dan aangesproken met de naam van haar man. In alle drie gevallen betreft dit geen titel, noch predicaat. Het is enkel een aanspreekvorm.

## Verlies van adeldom
Over het verlies van adeldom bestaan geen regels, ook niet die opgenomen zijn in de Wet op de adeldom van 1994. Men veronderstelt echter dat degene die adeldom verleent (de Koning bij KB) deze ook weer kan ontnemen.
In het verleden is het meest adeldom 'verloren' gegaan door het niet lichten van het diploma of akte van bewijs. Adeldom werd pas effectief wanneer diploma of akte gelicht waren, dus van echt verloren gaan kan hier niet gesproken worden: de adeldom heeft voor die persoon nooit bestaan.
Royement uit de adel heeft zich tot nu toe acht/negen keer voorgedaan, het laatst in 2020. Zes keer gebeurde dat op eigen verzoek, de voorlaatste keer bij een [jonkvrouw] de Savornin Loman. Royement betekent dat kinderen uit een relatie geboren na dat royement niet meer tot de adel behoren; kinderen geboren voor het royement blijven niettemin tot de adel behoren.
Een ander bijzonder geval is de 'aanhouding' van een verheffing, namelijk die van het 'geslacht' Parker de Ruyter Rocher van Renais. Mr. Willem Parker de Ruyter Rocher van Renais (1804-1859) werd in 1846 verheven, maar omdat hij vermoedelijk zijn doopakte vervalste (door toevoeging van het woordje "du" en daarmee suggererend dat hij van Franse adellijke afkomst zou zijn) werd die verheffing in 1849 aangehouden. Het adelsdiploma is dus ook nooit gelicht en dit geslacht wordt dan ook geacht niet tot de adel te hebben behoord.
Adeldom is wel verbonden aan de geslachtsnaam van de vader. Dit betekent dat bij naamswijziging, tegenwoordig geregeld bij (minderjarige) kinderen van gescheiden ouders die de naam van de moeder of de stiefvader aannemen, het adellijk distinctief niet meer gevoerd kan worden. Omdat na hernieuwde geslachtsnaamwijziging naar de oorspronkelijke (dat is: van de adellijke vader) dat weer wel kan, wordt deze adeldom 'sluimerend' genoemd.

## Register
De gehele Nederlandse adel van het Koninkrijk der Nederlanden van 1814 tot en met heden, staat ingeschreven in het officiële centrale filiatieregister van de Hoge Raad van Adel. Ten behoeve van de openbare ambten en zij die openbare akten moeten opmaken, worden geregeld adelslijsten gepubliceerd in het Staatsblad die een extract zijn uit dit register.
Sinds 1903 worden de leden van adellijke families in Nederland ook opgenomen in het Nederland's Adelsboek, ook wel het Rode Boekje genoemd vanwege de rode kaft. Van deze reeks wordt in beginsel jaarlijks door (tegenwoordig) het Centraal Bureau voor Genealogie een deel uitgegeven. De oud-hoofdredacteur van deze reeks Willem Johan Jacob Cornelis Bijleveld heeft in 1949 een commentaar geschreven Over de geslachten behandeld in het Nederlands Adelsboek.
Andere families worden op overeenkomstige wijze opgenomen in het Nederland's Patriciaat, ook wel het Blauwe Boekje genoemd vanwege de blauwe kaft. Het Nederland's Patriciaat bevat een verzameling van vooraanstaande, meestal niet-adellijke, geslachten en niet-adellijke takken van geadelde geslachten.

## Juridisch kader
Tot 1993 stond in de additionele artikelen van de Grondwet: "De Koning verleent adeldom". Onderwerpen die in deze zogenaamde additionele artikelen staan vermeld staan in de wachtrij om bij wet te worden geregeld, waarna zij komen te vervallen. Met de Wet op de Adeldom 1994 werd voornoemd additioneel artikel nader uitgewerkt en is het tot dan toe ongeschreven adelsrecht voor het eerst gecodificeerd. De Hoge Raad van Adel wordt nu ook formeel geconstitueerd en belast met alle adelszaken in Nederland, het bijhouden van het adellijk wapenregister en het vaststellen van overheidswapens en emblemen en dergelijke. Zo is bijvoorbeeld het wapen van de nakomelingen van de Prins van Oranje vastgesteld, waarbij het familiewapen Zorreguieta ook is opgenomen, een heraldisch novum.
Het wederrechtelijk voeren van een Nederlandse adellijke titel of een adellijk predicaat, zonder verwijzing naar buitenlandse herkomst is strafbaar. Zie hiervoor artikel 435 van het Wetboek van Strafrecht. Het onrechtmatig voeren van iemands titel en/of naam en/of wapen kan ook een onrechtmatige daad opleveren ex artikel 162 van boek 6 van het Burgerlijk Wetboek. Indien de rechter dit vaststelt ontstaat er voorts een grond voor schadevergoeding.
De uitspraak van de Hoge Raad der Nederlanden van 14 februari 1956 (gepubliceerd in Nederlandse Jurisprudentie: NJ 1956, 480 ev.) betreft het al dan niet wederrechtelijk voeren van adellijke titels met een buitenlandse oorsprong. Het vertalen van een buitenlandse adellijke titel naar het Nederlands, bijvoorbeeld van Freiherr naar baron, is toegestaan als daarbij een aanwijzing naar buitenlandse herkomst wordt gegeven. Verder is het onvertaald voeren van een buitenlandse adellijke titel toegestaan.
In de uitspraak van 18 mei 1999 heeft het Europees Hof voor de Rechten van de Mens bepaald dat in Nederland een adellijke titel onderdeel uitmaakt van de achternaam (Application no. 45908/99, 18 mei 1999/zaak Wolff Metternich), Under the relevant provisions of Dutch law governing names, noble titles and predicates form a part of a noble person’s family name..

## Adelspretenties
Van de 18e-eeuwse dichter en geschiedkundige Willem Bilderdijk is het bekend dat hij nogal wat afstammingsfantasieën had, en beweerde af te stammen van Bourgondische hovelingen, Byzantijnse keizers, Engelse koningen en Kleefse graven. Hierdoor meende hij ook recht te hebben op het graafschap Teisterbant en de baronie van Heusden.
Ook daarna zijn er verschillende personen geweest die meenden recht te hebben op een adellijke status. Een aantal van hen is succesvol geweest, maar sinds de verdere juridisering van ook alles wat met adeldom te maken heeft, wordt het steeds moeilijker om verzoeken tot opname in de Nederlandse adel gehonoreerd te krijgen. 
In de 19e eeuw was een van de bekendste, geslaagde pogingen die van de leden van de geadelde familie Ploos van Amstel op grond van een verklaring van prins Frederik Hendrik uit 1636, die inhield dat het geslacht Ploos zou afstammen van de heren van Amstel en Mijnden.
Begin 20e eeuw was er de affaire Leufkens, waarbij er naast een verzoekschrift aan koningin Wilhelmina, protestbrieven aan de Hoge Raad van Adel, en diverse rechtszaken er zelfs een onderzoek door een psychiater aan te pas kwam. Naast de titels van baron en graaf werden er ook maar liefst 7 verschillende kastelen geclaimd door de persoon in kwestie, maar het mocht allemaal niet baten .
Aan het eind van de 20e eeuw en begin van de 21 eeuw waren er nog enkele pogingen die op niets uitliepen, zoals die van leden van de familie Juchter van Bergen Quast en van de familie Lutter.

## Nederlandse adellijke families
Zie:
- Lijst van Nederlandse adellijke families (naar titel)
- Lijst van Nederlandse adellijke families (alfabetisch)